# Čagatajski jezik
Čagatajski jezik (جغتای; Chagatai, chaghatay, jagatai; ISO 639-3: chg) izumrli je istočnoturkijski jezik kojim se govorilo na području današnjeg Turkmenistana i susjednih država. Bio je jedan od književnih jezika Središnje Azije od 15. do 20. stoljeća.
Ime je dobio po kanu Čagataju (unuku Džingis-kana), a današnji etnonim označava grupu Tadžika koji žive u Uzbekistanu i južnome Tadžikistanu, ali oni ne govore ovim jezikom.

## Vanjske poveznice
- Chagatai (14th)
- Chagatai (15th)